# Корисні копалини Закарпатської області
Корисні копалини Закарпатської області
Специфічна геологічна історія і будова території Закарпаття призвели до утворення в її надрах великої кількості рудних і нерудних корисних копалин, державного та місцевого значення мінеральних, термальних і прісних вод, в тому числі відсутніх в інших регіонах України.
В області розвідано родовищ золота — 2, свинцево-цинкових руд — 3, кам'яної солі — 3, бариту — 1, каоліну — 2, цеоліту — 2, мінеральних фарб — 2, тугоплавких глин — 5, бентонітових глин — 2, алуніту — 2, цементної сировини — 5, облицювально-декоративного каміння — 18, пильно-стінового каменю — 11, перлітів — 4, керамзитових глин — 2, скляної сировини — 4, піску будівельного — 3, буто-щебневої сировини — 45, цегельно-черепичної сировини — 48, природного газу — 2, прісних вод — 21, термальних вод — 17, мінеральних вод — 18.
У 1990-х роках на території Закарпаття велась експлуатація біля 120 родовищ кар'єрним способом, Солотвинського родовища кам'яної солі двома шахтами, Солотвинського родовища газу, 4-х родовищ термальних, 7 — прісних і 12 — мінеральних вод.
У зв'язку з загальною економічною кризою, більшість кар'єрів у 1995—1999 р. р. різко скоротили або повністю призупинили видобуток сировини. Згодом окреслилася тенденція до відновлення їх функціонування, створено нові рудні підприємства, в тому числі з видобутку й переробки золотих руд.
Станом на 01.11.2000 р. було видано 103 ліцензії (дозволи) на експлуатацію та розвідку і дослідно-промислову експлуатацію родовищ різних видів корисних копалин, в тому числі 4 ліцензії на видобуток корисних копалин підземним способом і 78 ліцензій — відкритим (кар'єрним) способом, 21 ліцензію на видобуток мінеральних, термальних і прісних підземних вод. Значна кількість родовищ експлуатується без ліцензій.
У 2018 р. ДП «Західукргеологія» повідомлено, що Рахівською геолого-пошуковою партією Львівської ГРЕ виконано оцінку прогнозних ресурсів золота рудних тіл Білопотікського рудопрояву в кількості 2,4 тонн. 